# Jacek Giszczak
Jacek Giszczak, né en 1956 à Lublin, est un écrivain, auteur de chansons et traducteur polonais.

## Biographie
Jacek Giszczak a effectué sa scolarité secondaire dans une section artistique de lycée à Lublin, avant des études supérieures de lettres à l'Université catholique de Lublin (KUL) (philologie polonaise), puis à l'université Paris-Sorbonne (Paris-IV) (lettres modernes).
Il a notamment traduit au cours de la dernière décennie plusieurs ouvrages d'auteurs de la francophonie antillaise ou africaine comme Ken Bugul (Bénin), Dany Laferrière et Lyonel Trouillot (Haiti), Alain Mabanckou (Congo).
Il est également auteur de romans et de paroles de chansons « à texte », interprétées avec le groupe Falling Jackets.

## Œuvres

### ouvrages personnels
- Flądry, gazele, żyrafy, Wydawnictwo Literackie, 2006.
- Szosa Warszawska, Czytelnik, 1995

### traductions
- Cyril Bouyeure, Adam Michnik, biografia : wymyślić to, co polityczne (L'Invention du politique : Une biographie d'Adam Michnik), Wydawnictwo Literackie, 2009.
- Frédéric Verger, Arden, Wydawnictwo Literackie, 2014.
- Alexandre Dumas, Kawaler de Sainte-Hermine (Le Chevalier de Sainte-Hermine), Noir sur Blanc, 2006.
- Blaise Cendrars, Morawagin (Moravagine), Noir sur Blanc, 2005  (ISBN 83-7392-093-5)
- Blaise Cendrars, Odcięta ręka (La Main coupée), traduit avec Julian Rogoziński, Noir sur Blanc, 2014  (ISBN 978-83-7392-477-2)
- David Foenkinos, Potencjał erotyczny mojej żony (Le Potentiel érotique de ma femme), "Sic!" Powieść, 2006.
- David Foenkinos, Delikatność (La Délicatesse), Społeczny Instytut Wydawniczy Znak, 2012  (ISBN 978-83-240-2192-5)
- Laurent Gaudé, Śmierć króla Tsongora (La Mort du roi Tsongor), W.A.B., 2006.
- Michel Schneider, Marilyn, ostatnie seanse (Marilyn, dernières séances), Społeczny Instytut Wydawniczy Znak, 2012.
- Michel Houellebecq, Stephen King, H.P. Lovecraft: przeciw światu, przeciw życiu (H. P. Lovecraft. Contre le monde, contre la vie), W.A.B., 2007.  (ISBN 978-83-7414-285-4)
- Laurent Gaudé, Słońce Scortów (Le Soleil des Scorta), W.A.B., 2005 (Collection +	Don Kichot i Sancho Pansa).
- Jean Hatzfeld, Strategia antylop (La Stratégie des antilopes), avec Olga Stanisławska, Wydawnictwo Czarne, 2009.
- Jean Rouaud, Pola chwały ; O sławnych mężach (Les Champs d'honneur, Des hommes illustres), Państwowy Instytut Wydawniczy (pl), 1996.
- Jean Hatzfeld, Sezon maczet (Une saison de machettes), Wydawnictwo Czarne, 2012.
- Olivier Bellamy, Martha Argerich : dziecko i czary (Martha Argerich : L'enfant et les sortilèges), Wydawnictwo Literackie, 2010.
- Tomasz Kizny; Dominique Roynette; Jacek Giszczak; Agnieszka Sowińska; Nicolas Werth; Sylvie Kauffmann; Wielki terror 1937-1938 (La Grande Terreur en URSS 1937-1938), Agora (pl), 2013  (ISBN 978-83-268-1236-1)
- Jean Hatzfeld, Linia zanurzenia (La Ligne de flottaison), avec Olga Stanisławska et Małgorzata Szejnert (pl), Agora (pl), 2010.
- Dany Laferrière, Smak młodych dziewcząt (Le Goût des jeunes filles), Świat Książki (pl), 2009.
- Laurent Graff, Szczęśliwe dni (Les Jours heureux), Wydawnictwo W.A.B., 2009.
- Dany Laferrière, Jak bez wysiłku kochać się z murzynem (Comment faire l'amour avec un nègre sans se fatiguer), Państwowy Instytut Wydawniczy (pl), 2004.
- Alain Mabanckou, Jutro skończę dwadzieścia lat (Demain j'aurai vingt ans), Karakter, 2012  (ISBN 978-83-62376-15-5)
- Alain Mabanckou, Black bazar, Karakter, 2010  (ISBN 978-83-62376-01-8)
- Alain Mabanckou, African Psycho, Karakter, 2009  (ISBN 978-83-927366-4-6)
- Alain Mabanckou, Kielonek (Verre cassé), Karakter 2008  (ISBN 978-83-927366-0-8)
- Alain Mabanckou,  Papryczka (Petit Piment) Karakter, 2016  (ISBN 978-83-65271-23-5)
- Tahar Ben Jelloun, Święta noc (La Nuit sacrée), Karakter, 2014  (ISBN 978-83-62376-52-0)
- Tahar Ben Jelloun, Dziecko piasku (L'Enfant de sable), Karakter, 2013  (ISBN 978-83-62376-37-7)
- Lyonel Trouillot, Dzieci bohaterów (Les Enfants des héros), Karakter, 2009  (ISBN 978-83-927366-2-2)
- Ken Bugul, Ulica Félix-Faure (Rue Félix-Faure), Państwowy Instytut Wydawniczy (pl), 2004  (ISBN 978-83-06-02970-3)
- Jacques Jouet, Mój piękny autobus (Mon bel autobus), Lokator, 2013  (ISBN 978-83-63056-05-6)
- Jacques Jouet, Dzikus (Sauvage), Lokator, 2014  (ISBN 978-83-63056-193) (OCLC 898256411)
- Étienne Barilier, Chiński fortepian (Piano chinois), Wydawnictwo Literackie, 2014  (ISBN 978-83-7392-493-2)
- Christiane V. Felscherinow, Sonja Vukovic, Christiane F. Życie mimo wszystko (Moi, Christiane F., la vie malgré tout), wyd. Iskry, 2014  (ISBN 978-83-244-0361-5)
- Georges Perec / Oulipo, Podróże zimowa (Voyages d'hiver), Lokator, 2016  (ISBN 978-83-63056-30-8)

## Distinctions
Jacek Giszczak est lauréat du prix Ryszard-Kapuściński du reportage littéraire pour sa traduction de La Stratégie des antilopes de Jean Hatzfeld
.
Il est chevalier de l'Ordre des Arts et des Lettres.
Il obtient en 2016 le prix décerné par la rédaction de la revue (pl) Literatura na Świecie (pl) pour ses traductions d'Alain Mabanckou.
Il est sélectionné pour le Prix de traduction Tadeusz Boy-Żeleński, catégorie du Prix littéraire de Gdynia (pl) pour sa traduction de Bicentenaire de Lyonel Trouillot (adapté au cinéma par François Marthouret sous le titre Port-au-Prince, Dimanche 4 janvier, retenu pour la traduction polonaise de l'ouvrage : Niedzieli, 4 stycznia).
Il est en avril 2017 un des récipiendaires du « Prix de la ville de Lublin » au titre de l'année 2016.